# Guindola

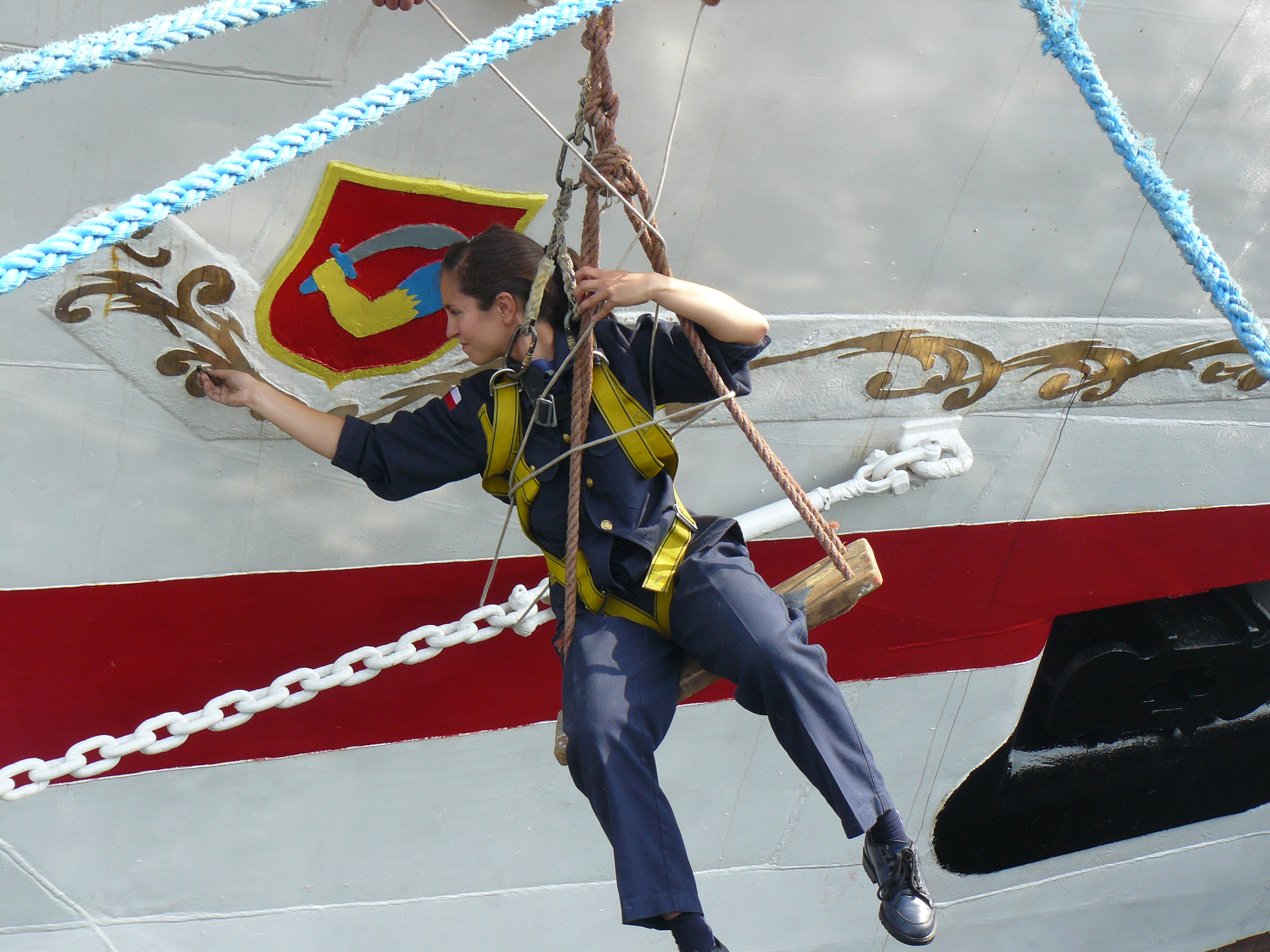
ORP Iskra: tripulante en acción

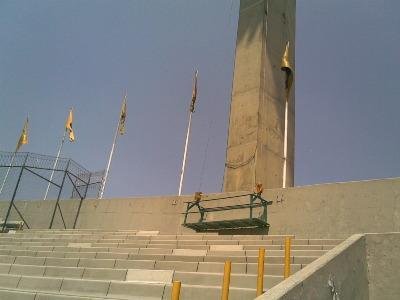
Guindola-andamio (construcción)

Una guindola o silla de contramaestre (del inglés bosun's chair) es un dispositivo consistente en una tabla utilizado para suspender a una persona de una cuerda para realizar trabajos, generalmente en un barco, con el que los marineros pueden trabajar en el costado del barco o en el aparejo, en las partes altas de la jarcia.
Originalmente era tan solo una tabla corta o una franja de lona gruesa, aunque muchas sillas de contramaestre modernas incorporan dispositivos de seguridad similares a los que se encuentran en los arneses de escalada, como clips de seguridad y cables adicionales.
Además de las aplicaciones náuticas para las que fueron desarrolladas, las guindolas también se utilizan para trabajar colgado a cierta altura en diversas industrias de mantenimiento. En la limpieza comercial de ventanas, el término guindola describe dispositivos suspendidos de un cable, algunos equipados con paneles de asiento para varias personas, tales como aparatos de descenso controlado único (CDAs).
En los Estados Unidos la Bosun's Chair se ha convertido un acontecimiento de competición en algunas Sea Scout Regattas  como la Old Salt's Regatta y la Ancient Mariner's Regatta.

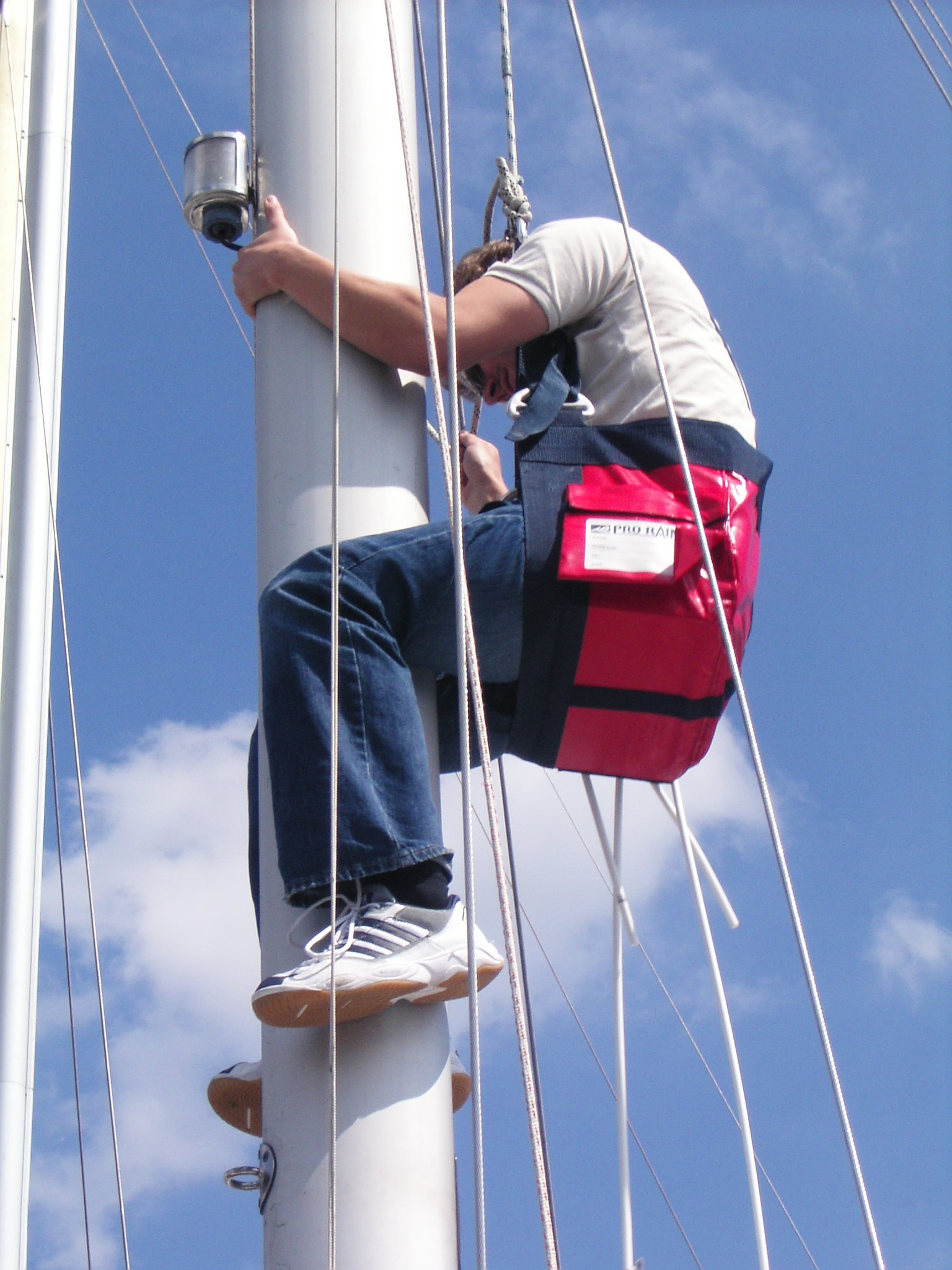
Marinero en una guindola moderna con pestañas y bolsillos para herramientas y repuestos

## Descripción
Para poder realizar reparaciones o mantenimiento en el aparejo o en el mástil, se suele izar un tripulante empleando una driza sujeta al tope del mástil. En los yates, actualmente ya no se usan asientos de tablas, sino un asiento de lona especial con correas o tiras de lona. Estos asientos tienen además pestañas y bolsillos para herramientas y repuestos (ver fotografía).
El "asiento" se cuelga de la parte superior del mástil mediante una driza, aparte debe asegurarse con una atadura contra el balanceo excesivo en su parte inferior, por debajo del centro de gravedad. Debe ir enganchado, a nivel de la cintura, al arnés del tripulante (si lo hay) para sostenerlo y evitar que se caiga.
Suspender a un hombre del mástil de un barco con una guindola, es uno de los trabajos con más responsabilidad tanto en la vela deportiva como en el entorno profesional. Se necesitan al menos dos hombres, incluso cuando se usan cabrestantes. En los barcos a motor, se usa para reparar los golpes y el óxido de las paredes laterales, el trabajo es más fácil y puede usarse un tablero largo en el que pueden sentarse varios operarios.

## Galería

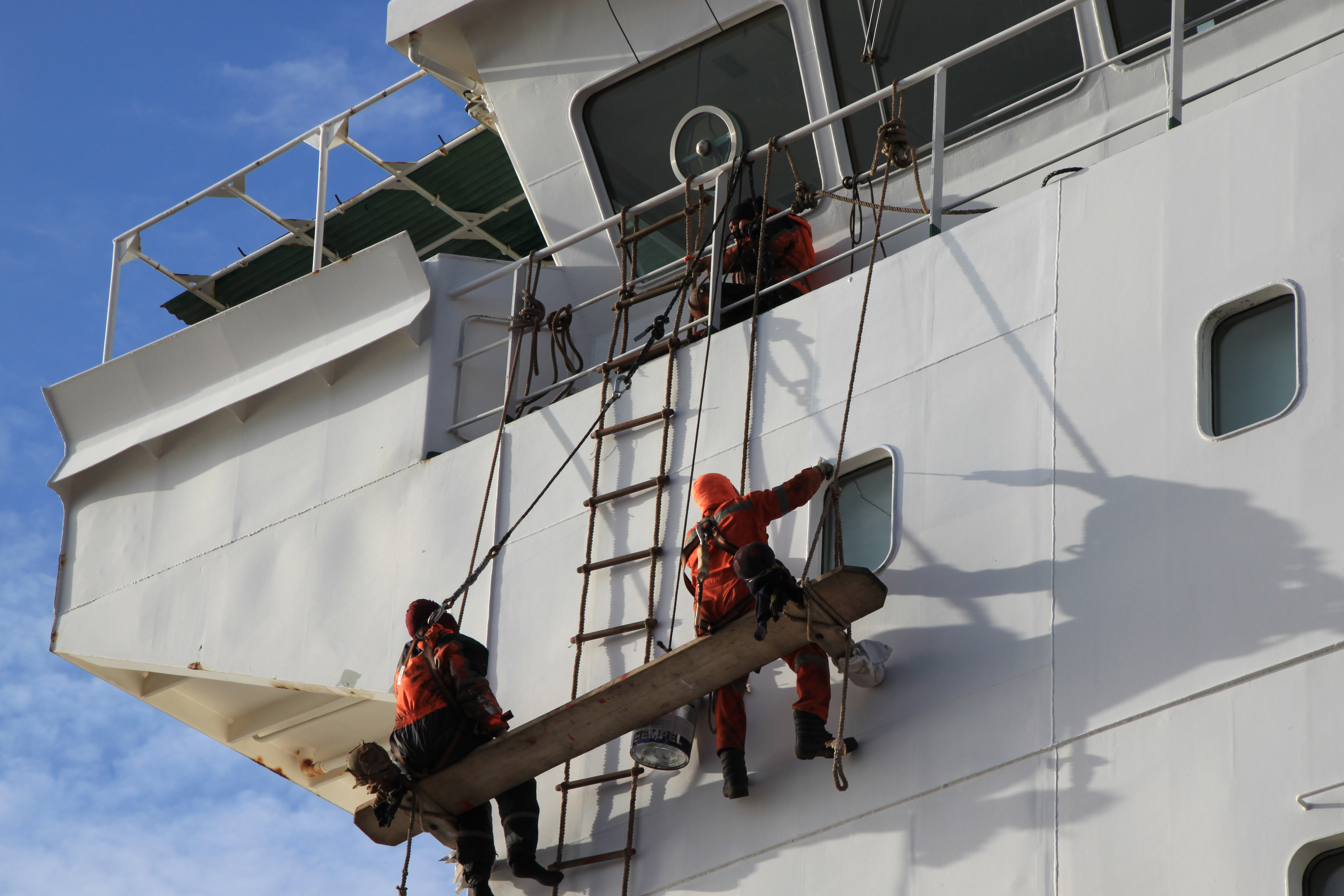
Guindola de tablero largo, capaz de soportar varios trabajadores
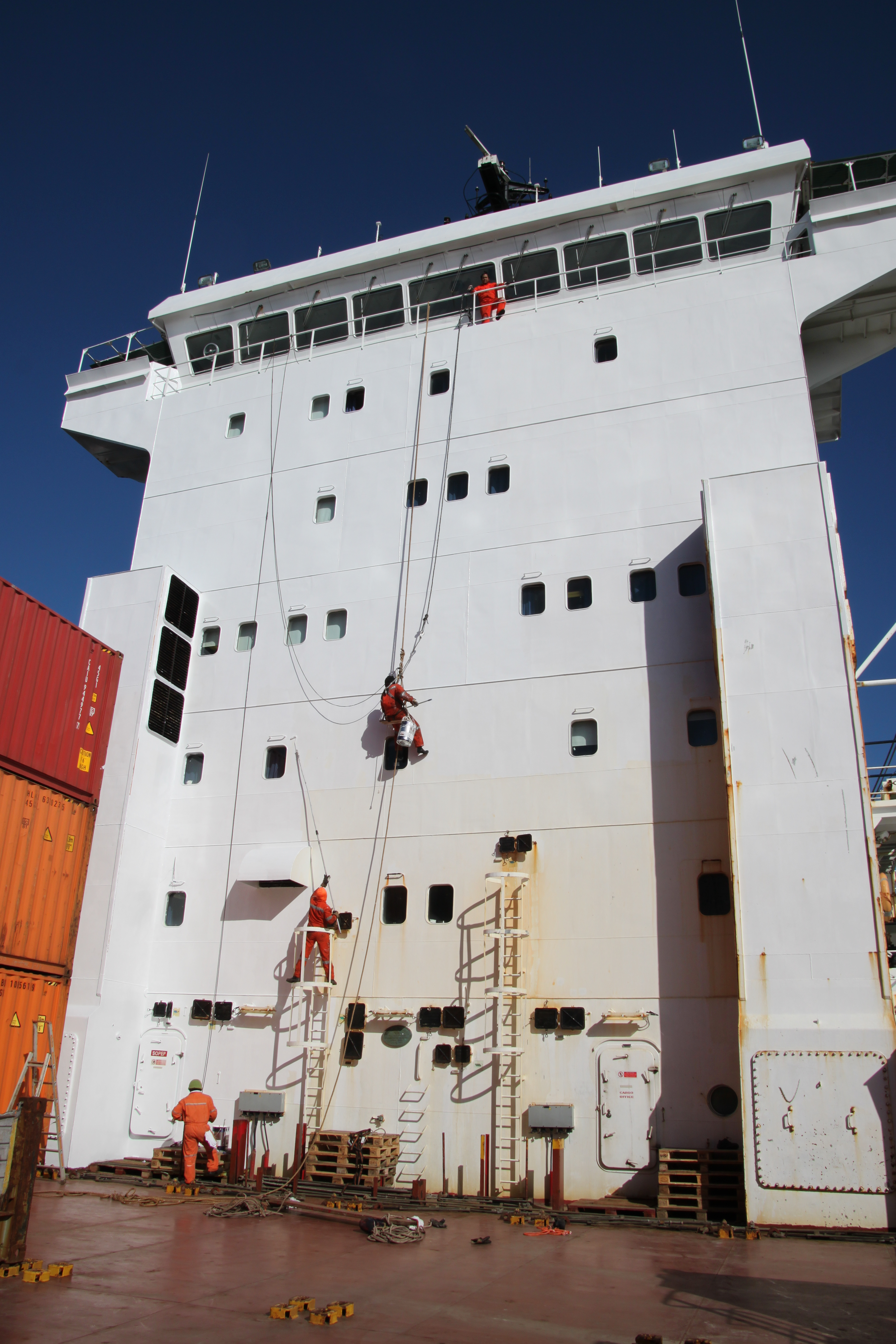
Guindola  simple para pintar la superestructura de un portacontenedores
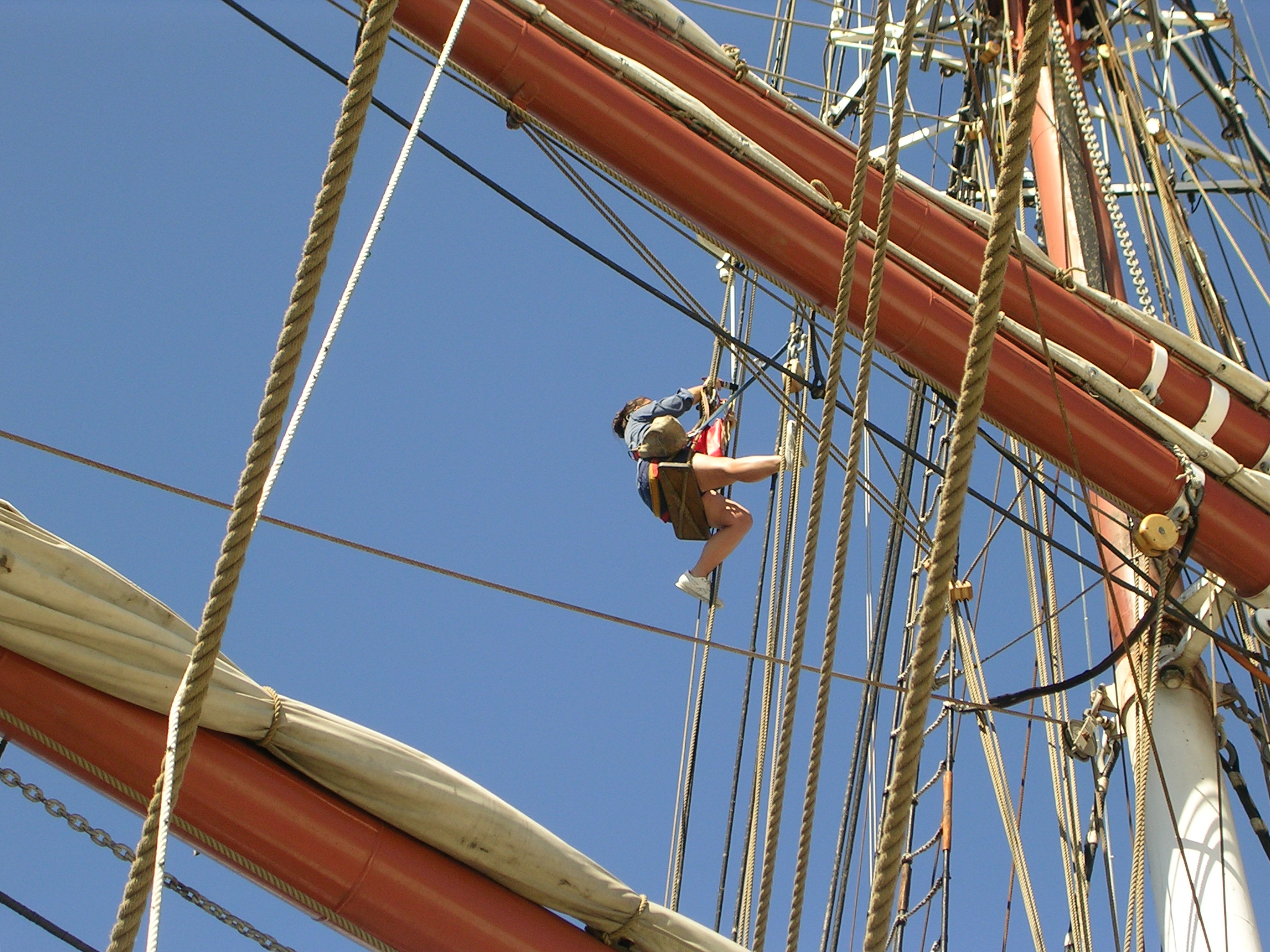
Contramaestre en una guindola, reajustando un backstay en el Prince William después de una reparación menor.
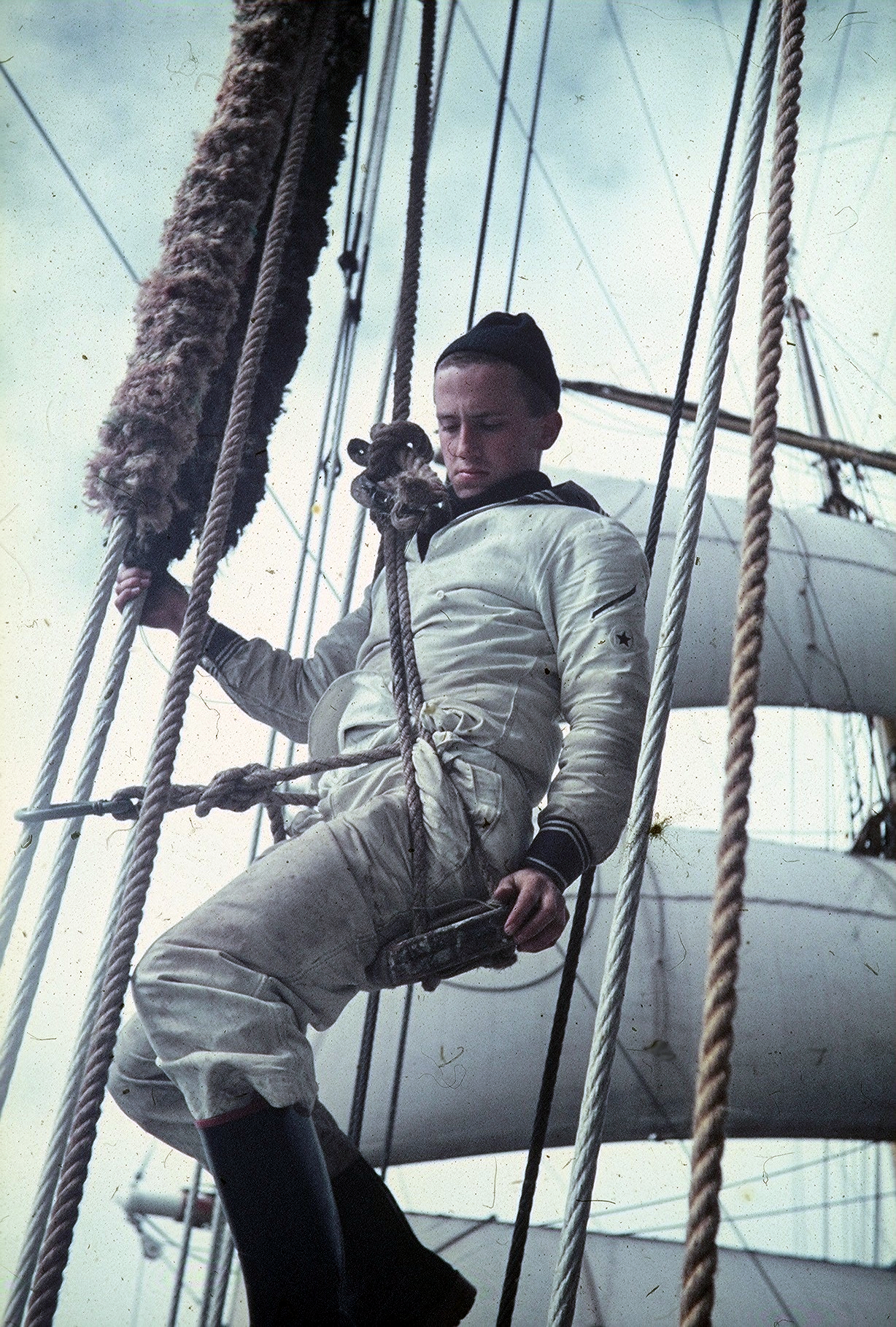
Marinero en una guindola en el mástil de un velero, con aparejo de cruz
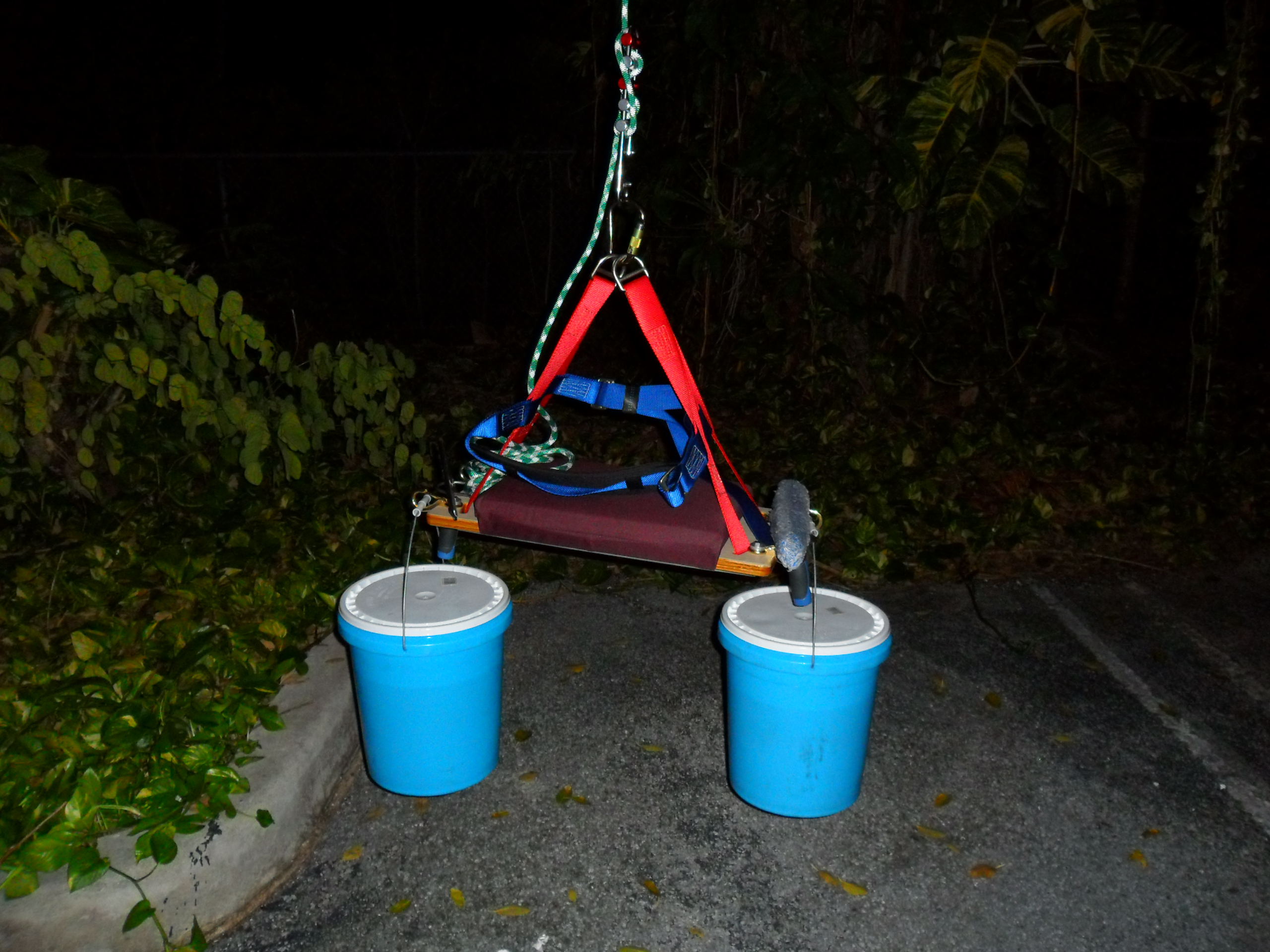
Una guindola para limpiar ventanas  conectada a un sistema de cuerda única